# Ullrich Haupt senior
Ullrich Haupt senior (* 8. August 1887 in Falkenburg, Deutsches Kaiserreich; † 5. August 1931 in Santa Monica, Kalifornien, USA) war ein deutschamerikanischer Schauspieler und Theaterregisseur in den Vereinigten Staaten.

## Leben und Karriere
Ulrich Haupt begann seine Schauspielkarriere in Deutschland und besaß zeitweise sein eigenes Theater in Berlin. Im Jahre 1909 hatte er seinen ersten Auftritt in den Vereinigten Staaten, in die er letztlich umsiedelte.
Sein Filmdebüt machte er 1915 im stummen US-Kurzfilm The Conflict. In den folgenden zwei Jahren trat er in einer Reihe von Stummfilmen auf, ehe er sich vorerst wieder dem Theater zuwandte. In den 1920er-Jahren war er regelmäßig am Broadway in New York City zu sehen. Ende der 1920er-Jahre wurde er einem breiten Publikum als Schurkendarsteller in Hollywood bekannt, nicht zuletzt durch sein „gefühlloses Aussehen“ sowie dem ausländischen Akzent war er für solche Rollen prädestiniert. Er spielte unter anderem einen bösartigen russischen Offizier im Filmdrama Wetterleuchten (1928) sowie einen brutalen Falschspieler und Ehemann von Ruth Chatterton im Melodram Madame X (1929). Seine heute wohl bekannteste Rolle spielte Haupt an der Seite von Marlene Dietrich und Gary Cooper als eifersüchtiger Ehemann im klassisch gewordenen Filmdrama Marokko (1930) unter Regie von Josef von Sternberg.
Auf dem Höhepunkt seiner Filmkarriere starb Haupt im August 1931 mit nur 43 Jahren bei einem Jagdunfall. Er hinterließ seine Ehefrau und zwei Söhne. Sein Sohn war Ullrich Haupt Jr., der nach dem Tod seines Vaters nach Deutschland zurückzog und später ebenfalls Schauspieler wurde.

## Filmografie
- 1915: The Conflict (Kurzfilm)
- 1916: Power (Kurzfilm)
- 1916: The War Bride of Plumville (Kurzfilm)
- 1916: The Fable of How Wisenstein Did Not Lose Out to Buttinsky (Kurzfilm)
- 1916: When Justice Won (Kurzfilm)
- 1916: An Old-Fashioned Girl (Kurzfilm)
- 1916: The Fable of the Kittenish Super-Anns and the World-Weary Snipes (Kurzfilm)
- 1916: The Truant Soul
- 1917: The Little Shoes
- 1917: Skinner's Dress Suit
- 1917: Satan's Private Door
- 1917: Meddling with Marriage (Kurzfilm)
- 1917: Skinner's Bubble
- 1917: Local Color (Kurzfilm)
- 1917: Skinner's Baby
- 1917: The Fable of Prince Fortunatus, Who Moved Away from Easy Street, and Silas, the Saver, Who Moved In
- 1917: The Kill-Joy
- 1928: Wetterleuchten (Tempest)
- 1928: Johnny braucht Geld (Captain Swagger)
- 1929: The Far Call
- 1929: Die eiserne Maske (The Iron Mask)
- 1929: Wonder of Women
- 1929: The Greene Murder Case
- 1929: Madame X
- 1929: Talu, das Rätsel im Weibe (Frozen Justice)
- 1930: A Royal Romance
- 1930: The Bad One
- 1930: Banditenlied (The Rogue Song)
- 1930: Three Faces East
- 1930: Du Barry, Woman of Passion
- 1930: Marokko (Morocco)
- 1930: Viennese Nights
- 1931: The Man Who Came Back (in AT: Ein Schritt vom Wege)
- 1931: Die große Fahrt (deutsche Version von Der große Treck)
- 1931: The Unholy Garden